# إيريكا بير
إيريكا بير (بالألمانية: Erica Beer)‏ (و. 1925 – 2013 م) هي ممثلة مسرحية، وممثلة أفلام ألمانية، ولدت في ميونخ، توفيت في بافاريا، عن عمر يناهز 88 عاماً.

## وصلات خارجية
- إيريكا بير على موقع IMDb (الإنجليزية)
- إيريكا بير على موقع ألو سيني (الفرنسية)
- إيريكا بير على موقع أول موفي (الإنجليزية)
- إيريكا بير على موقع قاعدة بيانات الأفلام السويدية (السويدية)
- إيريكا بير على موقع قاعدة بيانات الفيلم (الإنجليزية)
- إيريكا بير على موقع كينوبويسك (الروسية)